# بخش کالاهاندی
بخش کالاهاندی (به انگلیسی: Kalahandi district) یک بخش در هند است که در اودیسا واقع شده‌است. بخش کالاهاندی ۷٬۹۲۰ کیلومتر مربع مساحت و ۱٬۵۷۳٬۰۵۴ نفر جمعیت دارد.